# Helga Németh
Helga Németh   (Nagykanizsa, 7 d'agost de 1973) és una jugadora d'handbol hongaresa, ja retirada, que va competir entre les dècades de 1990 i 2010.
El 1996 va prendre part en els Jocs Olímpics d'Atlanta, on guanyà la medalla de bronze en la competició d'handbol. En el seu palmarès també destaca una medalla de plata al Campionat del món d'handbol de 1995 i una de bronze al Campionat d'Europa d'handbol de 1998. Entre 1991 i 2003 va jugar 142 partits amb la selecció nacional, en què marcà 490 gols.
A nivell de clubs jugà al TFSE (1991-1993), Hypo Niederösterreich (1993-1994), Dunaújvárosi Kohász KA (1994-1997 i 2004-2005), Podravka Koprivnica (1997-1998), Cornexi-Alcoa (1998-2003), Viborg HK (2003-2004), Ferencváros TC (2005-2008) i Érd NK (2008-2013). Entre d'altres títols nacionals guanyà una lliga i copa d'Àustria (1994), una lliga i copa de Croàcia (1997), una lliga i copa de Dinamarca (2004) i una lliga hongaresa (2007). A nivell europeu destaquen la Lliga de Campiones de l'EHF de 1994, la Recopa d'Europa de 1995 i la Copa EHF de 2004 i 2006.